# Croácia no Festival Eurovisão da Canção 2010
A Croácia confirmou a sua participação a 26 de Outubro de 2009.

## Selecção Nacional
Mais uma vez, a Croácia utilizará o famoso espetáculo Dora. O artista será escolhido a 6 de Março de 2010. A submissão de canções iniciou-se a 26 de Outubro de 2009.